# Vinaceite
Vinaceite – gmina w Hiszpanii, w prowincji Teruel, w Aragonii, o powierzchni 50,07 km². W 2011 roku gmina liczyła 308 mieszkańców.